# Canal Seca
La Canal Seca és un barranc que discorre dins del terme municipal de la Vall de Boí, a la comarca de l'Alta Ribagorça, i dins el Parc Nacional d'Aigüestortes i Estany de Sant Maurici.
És afluent per l'esquerra del Barranc del Montanyó. Té el naixement a 2.610 a la Collada del Bony Blanc. Discorra per la Solana de Llacs cap al nord-est.